# Ligdan Khan
Ligdan Qutuɣtu Qan (Ligdan Khutugtu Khan), conosciuto come Ligden Khutugt Khan (in Khalkha mongolo Лигдэн Хутугт хаан, in cinese, "Lindan Han", 林丹汗) (Sira Mören, 1588 – Sira Tala, 1634), è stato un condottiero e sovrano mongolo, l'ultimo khan della dinastia Yuan del Nord con base in Mongolia e l'ultimo nel clan di Borjigin dei Khan Mongoli che hanno governato i Mongoli nel Cahar (Chakhar).
Il suo regno impopolare, generò una violenta opposizione, a causa delle rigide restrizioni imposte ai mongoli. La sua alleanza con la dinastia Ming cinese, la sponsorizzazione del Buddhismo tibetano in Chakhar e la riorganizzazione delle divisioni politiche mongole si rivelarono provvedimenti inefficaci nel momento in cui la dinastia Qing diventò il principale potere dell'Asia orientale.

## Biografia

### Vita e regno
Nacque nel 1588, figlio di Mangghus Mergen Taiji e nipote di Buyan Sechen Khan.  A causa della morte prematura di suo padre, Ligden venne scelto, nel 1603, al rango di khan, come successore di suo nonno Buyan della dinastia del Yuan del Nord con il titolo Khutugtu. A quel tempo il popolo di Chakhar occupava la valle dello Sira Mören.  Ligden divise il Chakhar in due zone, la destra e la sinistra, costruendo la città di Chaghan nei pressi del monte Abaga Khara. Nel corso suo primo regno ottenne il rispetto e la lealtà di altri principi mongoli. Boshigo Jinong, del clan delle Tre destre Wing Tumens, espresse la sua fedeltà a Ligden Khan. Inizialmente alleato con i principi della Khalkha meridionale, Baarin e Jarud, Ligden sconfisse la dinastia Ming cinese.

### La crescita del popolo Manciù
Tuttavia, dal 1612, i principi del Khorchin e dello Jarud si allearono con il crescente popolo dei Manciù. All'inizio del XVII Secolo, la corte del Khan aveva perso la maggior parte del suo potere, anche a causa della pressione dei Manciù sui confini dell'est. Sperando di poter consolidare il suo potere sui principi mongoli, Ligden trasferì Chakhar nel centro religioso buddista mongolo, consentendo la nomina del leader religioso e politico dei mongoli da parte di un leader religioso tibetano. Ligden riprese il vecchio ordine del Kublai di Saskyapa, invitando la pandit di Sharba nell'ordine, nominando, nel 1617, il suo precettore nel 1617. Sharba installò l'immagine del Mahakala, o protettore del Dharma, nella capitale Chagan. Ligden Khan costruì anche templi a Küriye.

### La pace con la dinastia Ming e guerre successive
Nel 1618, Ligden firmò un trattato di pace con la Dinastia Ming per proteggere il confine settentrionale dal popolo Manchù, in cambio di migliaia di tele d'argento, da corrispondere, nel 1620, e annualmente, con 40.000 tezze d'argento. Nell'agosto 1619, in appoggio ai Ming, una coalizione formata da Sog Zaisai, un nobile del Khalkha meridionale, il principe Sanasarai del Khorchin e Paghwa del Jarud, attaccarono i Manchù con un esercito composto approssimativamente da 10.000-50.000 uomini, ma vennero sconfitti. Poiché i Manchù avevano lo scopo di usare i Mongoli contro la Dinastia Ming, persuasero i loro capi, incluso Ligden, ad allearsi con loro, dato che a causa di un conflitto avvenuto nel 1619, i rapporti tra le rispettive federazioni dei clan si erano costantemente deteriorati. Nel 1620, dopo uno scambio di lettere sprezzanti, Ligden e il governatore Manchù, Nurhachi, tra il 1622 ed il 1624 interruppe i rapporti con la maggior parte dei Principi Orientali. Ligden, d'altra parte, cercando di assumere il potere in modo aggressivo, subì la reazione di diverse tribù mongole che optarono per la formazione di una coalizione con i Manchù. Nel 1624, Ligden intraprese una spedizione punitiva e assediò il nobile Khorchin Oba per 3 giorni, ma si ritirò quando giunsero in soccorso le truppe Manchù. Quando Ligden Khan chiamò i principi del Khalkha settentrionale ad allearsi con lui contro i Manchù, solo il principe Tsogt Taij accettò il suo appello.

### La regola mongola: imperativo, centralizzare!
Ligden mirava a centralizzare la regola mongola. Nominò dei funzionari per governare i principati di sinistra e di destra, organizzando sia un tribunale speciale per la nobiltà, ed un corpo di 300 guerrieri (baaturs). Nel 1627, gli altri principati erano in piena rivolta. I principi che governano il Sunid, Uzemchin e l'Abaga si spostarono a nord-ovest alleandosi con le Tre Destre Alaide, contro il Khaghan. La coalizione attaccà Ligden a Zhaocheng, che sconfisse gli alleati ma perse 10.000 guerrieri (chakhars). Quando il tribunale Ming ha rifiutato di pagare la sovvenzione, ha sconfitto la Cina, costringendoli a rinnovare il trattato. Il Ming ha aumentato la sua sovvenzione annuale a 81.000 tele d'argento. Nel 1631 Ligden passò la catena di Khinggan e attaccò con successo il Khorchin e il Tümed. Una potente alleanza di Khorchin, Tümed, Yungshiyebu, Ordos e Abaga è stata formata contro Ligden. Hanno distrutto 4.000 milizie Chahar a Hohhot e 3.000 soldati che avrebbero portato la sovvenzione di Ligden dal Ming. Nel 1632, l'imperatore di Manchu Hong Taiji e i suoi alleati mongoli intraprendevano una campagna contro Ligden che evitava un confronto e con forse 100.000 Chakhar fuggì a Kokenuur. Ligden si fece ancora più impopolare cogliendo la moglie di Erinchin jinong e rifugiandosi negli Eight Yurts bianchi di Genghis Khan a Kokenuur. Alleato con i monarchi tibetani, si opponeva al Dalai Lama V e al Banchin Erdene IV. È morto di vaiolo a Sira Tala (nel moderno Gansu) nel 1634 mentre marcia per attaccare l'ordine di dGe-lugs-pa (Yellow Hat sect) in Tibet.
Dopo la morte di Ligden Khan, suo figlio Ejei Khan (Erke qongγor eje) è tornato e viene consegnato alla dinastia di Manchus Qing che presto ha assunto il potere nella Mongolia Interna.

## Nome
Il nome "Lingden" è preso in prestito dal termine tibetano classico "Gam-ldan". In tale contesto linguistico le lettere "s" ed "l" erano già diventate silenziose, prima che la "n" venisse palatalizzata. In mongolo, i modi più frequenti di scrivere il nome, sono, "Ligda/en" e "Linda/en", mentre "Lingda/en" appare come una pronuncia intermedia. In questa posizione, nella scrittura mongola, il dittongo "Ae" e la lettera "e" non sono differenziate, differenziazione attestata secondo una rigorosa trascrizione di lettere tibetane della cronaca di Bolur Erdeni. Tuttavia, il lettore mongolo che non percepisce immediatamente che tale nome ha preso in prestito la lettera "g", al fine di armonizzare la consonante, e la sua interazione con l'armonia vocale, per cui questo indica che la parola contiene solo vocali anteriori. Il tutto deve essere stato percepito in questo modo anche nel momento della rottura, poiché questo processo fonologico avveniva solo in parole retro-vocaliche per cui avrebbe portato a dubitare se fosse stato scritto come "/liegdan". Oggi, gli studiosi occidentali tendono ad adeguarsi alla forma scritta della parola tibetana, scrivendo, "Ligdan", mentre gli studiosi mongoli solitamente scrivono "Ligden". Entrambi indicando una possibile alternativa con lattera "n", scrivendo "Lindan" o "Linden". In cinese, il nome è scritto come "林丹", con la trascrizione standard in Pinyin, "Líndān".